# Cyrnus crenaticornis
Cyrnus crenaticornis là một loài Trichoptera trong họ Polycentropodidae. Chúng phân bố ở miền Cổ bắc.